# 관념우익
관념우익(일본어: 観念右翼 칸넨우요쿠[*])은 순수한 일본정신주의를 사상이자 행동원리로 삼은 일본 우익 조류다. 우에스기 신키치에게서 발원했다. 혁신우익과 함께 쇼와 시대 전기의 우익운동의 양대조류를 형성했다.
국본사, 건국회, 혈맹단, 신병대, 대일본생산당, 대동숙 등이 관념우익 계열로 거론된다.